# کرفله (خرم‌آباد)
کرفله روستایی از توابع بخش ویسیان شهرستان چگنی در استان لرستان ایران است.شغل اصلی مردم روستا کشاورزی و باغداری است. مردم روستا اصالتا از طایفه حاتم وند ایل چگنی هستند اما برخی از روستا لوتی ، رشنو(بالاگریوه)و دلفان(لک) هستند.
از جاذبه‌های گردشگری این منطقه می‌توان به تپه های حلت ، سراب ناوه کش ، رودخانه خرم رود(گلال)، پاتپه ، نسار ، باغات و... اشاره کرد.

## جمعیت
این روستا در دهستان شوراب قرار دارد و براساس سرشماری مرکز آمار ایران در سال ۱۳۸۵، جمعیت آن ۷۵ نفر (۲۰ خانوار) بوده‌است.